# New York Sessions '67
 (mai 2019).
Si vous disposez d'ouvrages ou d'articles de référence ou si vous connaissez des sites web de qualité traitant du thème abordé ici, merci de compléter l'article en donnant les références utiles à sa vérifiabilité et en les liant à la section « Notes et références ».
 (mai 2019).
- Si vous ne connaissez pas le sujet, laissez ce bandeau (vous pouvez alors contacter les auteurs).
- Si vous supprimez le contenu mis en cause (vous pouvez préalablement contacter les auteurs),

argumentez précisément cette suppression dans la page de discussion
(un manque de référence n'est pas un argument ; une recherche réelle de référence doit avoir été effectuée, être formellement documentée).
New York Sessions '67 est la 8ième compilation sortie sous forme d'album double de Van Morrison, elle a vu le jour en 1997.,,. Les mêmes enregistrements sont aussi sortis sous le titre  Payin' Dues et The Complete Bang Sessions.

## Contexte
Après le succès, le déclin commercial puis son départ du groupe Them dont il avait été le chanteur, Van Morrison ne savait pas quelle suite donner à une carrière balbutiante sur laquelle il aurait ardemment souhaité pouvoir exercer un véritable contrôle. Les propositions n’affluant pas, l’Irlandais accepta la proposition du producteur Bert Berns qu’il avait rencontré à l’époque de Them, et prit l’avion pour New York au début de l’année 1967. L’intention avouée de Berns était alors de produire huit chansons, puis de les commercialiser sous forme de quatre 45 tours successifs.
Morrison ne trouva pas à New York la disponibilité qu’il aurait pu espérer de Berns à la suite des rapports idylliques que les deux hommes avaient entretenus lors de leur première rencontre. Le producteur, accaparé par le développement de la maison de disques Bang Records qu’il avait récemment créée, s’avéra peu enclin à materner un jeune homme de vingt-deux ans déconcerté par sa nouvelle stature d’artiste solo. Rapidement, Van appréhenda la distance qui séparait sa vision musicale de celle de son producteur : « Bert voulait que je compose un tube avec lui, mais je n‘étais pas très inspiré pour ce genre de chanson. […] Je savais qu‘il était un bon producteur de rhythm and blues mais je suppose qu‘il me considérait plutôt comme une entité commerciale ; cette situation manquait beaucoup de naturel. » Ainsi, parmi les chansons soumises par Berns à Morrison se trouvait la fameuse Piece Of My Heart, popularisée par le groupe Big Brother and the Holding Company et sa chanteuse Janis Joplin, dont une version figure sur l’album Cheap Thrills. Cette association n’eut finalement jamais lieu.
Les sessions d’enregistrement se déroulèrent donc sur fond de cordiale mésentente attisée par un regrettable manque de communication. En deux jours, les 28 et 29 mars 1967, furent enregistrés les huit titres au grand désespoir de Morrison, qui dut assister impuissant au remodelage racoleur de ses chansons : « J’écrivais une chanson et je l’apportais au groupe ; on s'assoyais et on la massacrais. Voilà, c’était tout ! Ils ne jouaient pas une chanson, ils jouaient, peu importe quoi. Ils disaient « OK, on a une batterie alors on va en mettre », et ils ne pensaient pas à la chanson. Tout ce qu’ils se demandaient, c’était comment intégrer leur batterie, ou leur guitare électrique ; c’était ma chanson et je devais contempler sa chute. […] Je m’étais beaucoup impliqué pour écrire ces chansons, elles ne méritaient pas cela. »  Le premier jour d’enregistrement fut en grande partie consacrée au titre Brown Eyed Girl (la célèbre version commercialisée est issue de la vingt-deuxième prise), ainsi qu’à Ro Ro Rosey, Goodbye Baby (Baby Goodbye) et au long et oppressant blues T.B. Sheets. Les morceaux He Ain't Give You None, Spanish Rose, Who Drove The Red Sports Car et Midnight Special furent l’affaire de la seconde journée.
Le succès inattendu du premier 45 tours Brown Eyed Girl amena Berns à sortir un album titré Blowin' Your Mind ! compilant ces huit premières chansons, sans même en avertir Van Morrison qui apprit la nouvelle au téléphone par un ami. Cet album a atteint la 182e place des ventes de disques américains. Les singles qui en ont été extraits sont Brown Eyed Girl, Ro Ro Rosey et Spanish Rose.
Après quelques mois durant lesquels Morrison remplit les obligations promotionnelles engendrées par le succès de son premier album avec une mauvaise volonté plus ou moins voilée, il céda une seconde fois face à Berns qui lui avait proposé une nouvelle séance d'enregistrement pour le mois de novembre 1967. Van s'était vu promettre une plus grande liberté artistique, mais les choses ne furent guère changées lors de cette deuxième session ne déparant pas l'absurde équilibre qui avait abouti à Blowin' Your Mind. Huit titres furent enregistrés, moins mémorables que les premiers, et qui ne furent jamais exploités par Berns (hormis Chick-A-Boom qui devint la face B du 45 tours Ro Ro Rosey) en raison de son décès inattendu d'une crise cardiaque en décembre 1967. Ce malheureux événement permit à Van Morrison de résilier son contrat avec Bang, après qu'il eut fourni un ultime album.
Sous l'impulsion de son humour ravageur, Van se fit un plaisir de confier à Bang Records les bandes d'une trentaine d'improvisations enregistrées pendant les deux sessions, dont aucune n'excède les deux minutes. Quelques-unes ont vraisemblablement servi d'exutoire au chanteur frustré par le manque de considération qu'on lui témoignait ; les autres sont de simples exercices que Van pratiquait pour s'échauffer la voix, improvisant à partir du célèbre thème Twist And Shout, popularisé par les Beatles et écrit par Berns lui-même. Leur écoute s'avère plutôt dispensable, même si leur juxtaposition constitue sans aucun doute l'album le plus drôle que Morrison ait enregistré.
Évidemment, les nouveaux dirigeants de Bang Records ne goûtèrent pas cette subtile manœuvre de Van Morrison, et trouvèrent un moyen de se venger au détriment du public, ce qui est bien regrettable : au fil des années et jusqu'à aujourd'hui, nous eûmes régulièrement droit à une énième compilation de la période Bang Records, invariablement constituée de ces mêmes chansons, les seules que Van ait jamais enregistrées pour ce label. Cela se produit toujours sous l'œil désolé de Morrison, qui n'a pas son mot à dire. Une fois, le culot a même été poussé jusqu'à baptiser The Best of Van Morrison l'une de ces séquelles. Réaction de Van : « Ce disque aurait dû s'appeler : « The Worst of Van Morrison » Traduction :« le pire de Van Morrison ». »
La compilation Payin' Dues a l'avantage de reprendre l'intégralité du matériel enregistré pour Bang Records. Les huit premiers titres du CD 1 sont ceux de Blowin' Your Mind, avec toutefois quelques versions différentes ; les huit suivants sont issus de la deuxième session de novembre 1967 ; I Love You (The Smile You Smile) est une maquette que Van avait fait entendre à Berns avant que ne débutent les enregistrements, et la dernière chanson du CD 1 est une version alternative de Brown Eyed Girl. Le CD 2 contient toutes les improvisations dont il a été question.
L'opposition des visions musicales de Van Morrison et de Bert Berns a catalysé l'enregistrement de ces chansons. Van les avait composées en leur prévoyant des arrangements très simples, comme le montre la maquette de I Love You ; pour Berns, qui avait senti le potentiel du jeune chanteur, Van Morrison constituait une réelle occasion d'asseoir la rentabilité de sa nouvelle entreprise. Il n'était donc pas question de laisser l'Irlandais à ses velléités d'artiste, mais de produire des simples rhythm'n'blues efficaces : I Love You devient The Smile You Smile. À en croire Morrison, ce phénomène a concerné puis modifié l'intégralité de ses chansons parues sous le label Bang : « J'ai, à Belfast, une cassette avec toutes les chansons de ce disque que j'ai écrites, jouées comme elles étaient supposées l'être. C'est simple et bien, ça n'est jamais pesant. T.B. Sheets n'est pas pesante, mais juste douce. » L'écoute des travaux de Berns et le respect jamais démenti que Van affichait à son égard montrent assez l'étendue du talent de l'Américain, qui d'ailleurs n'avait déjà plus rien à prouver. Morrison s'est donc humblement plié aux règles du jeu pervers que lui imposait son producteur, et a fait de son mieux pour improviser sur des versions parfaitement dénaturées de ses propres chansons.
Les progrès d'auteur que Morrison a accomplis depuis son départ de Them sont manifestes, et particulièrement sensibles à l'écoute de ses compositions longues, qui approchent déjà la forme expérimentale et le caractère émancipateur qu'elles revêtiront au cours des années suivantes : ces chansons ont pour seuls points de départ une idée souvent diffuse, parfois même une impression, associée à une suite d'accords. Les textes, les mélodies et la structure de ces morceaux ne seront jamais figées, mais évolueront à chaque interprétation. Citons quelques exemples de morceaux correspondant à ce type très particulier : Listen To The Lion ou Almost Independence Day dans Saint Dominic's Preview (en 1972), ou Hymns To The Silence dans l'album du même nom (1991), ne sont que des représentants arbitraires d'une longue liste de chansons précieuses, qui occupent une place à part du paysage musical mondial.
Les versions laborieuses de T.B. Sheets, Who Drove The Red Sports Car, Madame George ou Beside You sont ainsi très marquées par les efforts que Van fournit pour imposer un climat de spontanéité à des musiciens qui, sans doute sous la volonté d’un Bert Berns accaparé par ses visées commerciales, se laissent difficilement prendre au jeu et dispensent un accompagnement d’une affolante rigidité. Cet aspect fait de ce disque un documentaire fascinant, qui dévoile une partie du mystère que constitue l’élaboration d’un disque en laissant nettement transparaître la lutte d‘influence suscitée par Morrison face à Berns. Parmi les autres apports notoires de ce dernier, on peut citer les divers emprunts à la musique latine qui colorent la production des titres Spanish Rose, Chick-A-Boom ou bien même Brown Eyed Girl.
La confiance que Van Morrison avait placée en Berns ne s’avéra donc pas totalement justifiée. Les conditions d’enregistrement de son premier album solo Blowin’ Your Mind, plus généralement de toutes les sessions effectuées pour Bang, et l’important succès qui s’ensuivit, généré par la sortie du 45 tours Brown Eyed Girl, ne manquèrent pas de laisser perplexe le jeune Van. Après l’expérience difficile qu’il avait vécue avec son ancien groupe Them, il ne pouvait rêver moyen plus rapide de perdre ce qu’il lui restait d’illusions sur l’industrie musicale. On peut se surprendre à penser que ces événements déterminèrent l’orientation radicale et l’absence de concessions qui caractérisent la musique du prochain disque de Morrison, le chef-d’œuvre Astral Weeks. À ce propos, Van a d’ailleurs déclaré : « Lorsque j’ai commencé, on m’a dit que je pourrais faire ce que je souhaiterais, mais ce ne fut pas le cas. En fait, j’ai réenregistré certaines chansons (Madame George et Beside You) pour Astral Weeks, uniquement pour montrer ce qu’elles auraient vraiment dû être. »

## Musiciens
- Van Morrison - chant, guitare
- Eric Gale - guitare
- Hugh McCracken - guitare
- Al Gorgoni - guitare
- Donald Thomas - guitare
- Bob Bushnell - basse
- Russel Savakas - basse
- Artie Butler - claviers
- Paul Griffin - claviers
- Artie Kaplan - saxophone, flûte
- Seldon Powell - saxophone, flûte
- Jeff Berry - tambourin, chœurs
- Cissy Houston - chœurs
- Dee Dee Warwick - chœurs
- Myrna Smith - chœurs
- Herbie Lovelle - batterie
- Gary Chester - batterie
- George Devins - percussions, vibraphone

Produit par Bert Berns.
Composé par Van Morrison, sauf :
- Goodbye Baby (Baby Goodbye) (Bert Berns/Wes Farrell)
- Midnight Special (Leadbelly)

## Liste des chansons

### CD 1
1. Brown Eyed Girl (version 1) - 3:06
2. He Ain't Give You None (version 2) - 5:49
3. T.B. Sheets - 9:36
4. Spanish Rose (version 3) - 3:54
5. Goodbye Baby (Baby Goodbye) - 2:59
6. Ro Ro Rosey - 3:04
7. Who Drove The Red Sports Car - 5:35
8. Midnight Special - 2:41
9. Beside You - 6:07
10. It's All Right - 4:59
11. Madame George - 5:16
12. Send Your Mind - 2:51
13. The Smile You Smile - 2:56
14. The Back Room - 5:29
15. Joe Harper Saturday Morning - 4:16
16. Chick-A-Boom - 3:13
17. I Love You (The Smile You Smile) - 2:22
18. Brown Eyed Girl (version 2) - 3:36

### CD 2
1. Twist and Shake
2. Shake and Roll
3. Stomp and Scream
4. Scream and Holler
5. Jump and Thump
6. Drivin' Wheel
7. Just Ball
8. Shake It Mable
9. Hold on George
10. The Big Royalty Check
11. Ring Worm
12. Savoy Hollywood
13. Freaky if You Got This Far
14. Up Your Mind
15. Thirty Two
16. All the Bits
17. You Say France and I Whistle
18. Blow in Your Nose
19. Nose in Your Blow
20. Mambo
21. Go for Yourself
22. Want a Danish
23. Here Comes Dumb George
24. Chickee Coo
25. Do It
26. Hang on Groovy
27. Goodbye George
28. Dum Dum George
29. Walk and Talk
30. Wobble
31. Wobble and Ball